# Alex Beyrodt
Alexander Beyrodt (* 4. November 1964 in Saarbrücken) ist ein deutscher Gitarrist, Komponist und Produzent aus dem Saarland. Er ist seit über 20 Jahren als Session-Gitarrist aktiv und hat an vielen Tonträgern mitgewirkt. Im Laufe dieser Zeit hat er mehr als 1000 Shows in über 25 Ländern gespielt.

## Leben
Alexander Beyrodt zog ein Jahr nach seiner Geburt mit seiner Familie nach Spiesen-Elversberg. Mit 14 Jahren kam Beyrodt, angeregt durch die Rockband Deep Purple, zum Gitarrespielen. Zunächst lernte er Bauzeichner. Später verließ er das Saarland und zog nach Dortmund, wo er in der Architekturabteilung einer Brauerei Gaststätten & Restaurants konzipierte.
1988 hielt Alex Beyrodt seinen Einzug in die professionelle Musikszene in der deutschen Heavy-Metal-Band Sinner. In dieser Band spielte er als Gitarrist, mit Unterbrechungen, bis 2001 und bestritt zahlreiche Tourneen (u. a. im Vorprogramm von Whitesnake, Savatage, Deep Purple und Mr. Big).
Anfang der 1990er Jahre verbrachte er einige Zeit in Los Angeles. 1999, 2001, 2003, 2006 tourte er weltweit als Gitarrist der deutschen Heavy-Metal-Band Primal Fear.
1999 gründete er seine eigene Band Silent Force, die insbesondere in Japan Erfolge feierte. Bei dieser Band arbeitete er mit dem US-amerikanischen Rocksänger DC Cooper zusammen, der zuvor bei der dänischen Band Royal Hunt aktiv war. Zwischen 2000 und 2010 umreiste er mehrere Male den Erdball und hielt Workshops und Clinics ab. Dabei besuchte er Länder in Europa, die USA, China, Indonesien, Philippinen, Malaysia und Japan.
2009 gründete er die Band Alex Beyrodt’s Voodoo Circle. Zur Band gehören außerdem die Musiker David Readman (Gesang), Mat Sinner (E-Bass), Markus Kullmann (Schlagzeug) und Alessandro Del Vecchio (Keyboard). Im Februar 2011 erschien das zweite Album Broken Heart Syndrome, 2012 enterte der Nachfolger More Than One Way Home. Seit 2009 ist er festes Bandmitglied bei Primal Fear und ersetzte sowohl dort als auch bei Sinner Henny Wolter, der seine eigene Band Nitrogods gegründet hatte. Seit 2011 ist er wieder festes Bandmitglied von Sinner.
In seiner musikalischen Karriere war er neben seiner Bandtätigkeit auch als Tourgitarrist für Glenn Hughes (Deep Purple) tätig. Außerdem spielte er zusammen mit Peter Maffay, Tony Carey (Rainbow), Mel Gaynor (Simple Minds), Martin Engelien (Klaus Lage Band), Michael Sadler (Saga), Paul Shortino (Quiet Riot) im Studio oder auf der Bühne. Seit 2011 begleitet er als Gitarrist die Touren von Rock Meets Classic wo er mit Rocklegenden wie Alice Cooper, Ian Gillan von Deep Purple, Steve Lukather von Toto und vielen mehr gemeinsam auf der Bühne steht.
Seit 2010 lebt Beyrodt wieder in seiner alten Heimatgemeinde Spiesen-Elversberg, in deren Goldenem Buch er verewigt ist, derer Ehrenbürger er ist und 2019 in die Hall Of Fame aufgenommen wurde.

## Soundtechnik
Sein Equipment besteht aus Stratocaster-Anfertigungen von Siggi Braun, sowie einer Anzahl von Fender Stratocastern. Anfang 2000 wurde ihm die Ehre eines Custom Modells des Herstellers ESP zuteil, das ihm in Japan im Rahmen einer Tournee mit Silent Force überreicht wurde. Er benutzt Sound-Effekte des Unternehmens GuitarSlinger Effects und die der Firma Tonemaster die er selbst entwickelt hat. Alex Beyrodt ist außerdem Sounddesigner und führt auf Messen in aller Welt Produkte vor.

## Diskografie

### Mit Sinner
- 1992: Where Were You (Single)
- 1992: No More Alibis
- 1994: Respect
- 1995: Bottom Line
- 1996: In the Line of Fire (Livealbum)
- 1997: Judgement Day
- 1997: Judgement Day (Single)
- 1998: The Nature of Evil
- 2000: The End of Sanctuary
- 2011: One Bullet Left
- 2013: Touch Of Sin II

### Mit Silent Force
- siehe Diskografie

### Mit The Sygnet
- 1998: The Sygnet – Children of the Future
- 1998: The Sygnet – Unload the Gun (Single)

### Mit Alex Beyrodt's Voodoo Circle
- 2009: Alex Beyrodt's Voodoo Circle
- 2011: Broken Heart Syndrome
- 2013: More Than One Way Home
- 2015: Whisky Fingers
- 2018: Raised On Rock
- 2021: Locked & Loaded
- 2024: Hail To The King

### Mit Primal Fear
- 2010: Live in the USA
- 2010: 16.6 All Over the World (DVD)
- 2011: Bad Guys Wear Black (Single)
- 2012: Unbreakable
- 2014: Delivering The Black
- 2016: Rulebreaker
- 2018: Apocalypse
- 2020: Metal Commando

### Weitere Beiträge
- 1994: Wild Axes – Demo (1984)
- 1990: Mat Sinner – Call My Name (Single)
- 1990: Mat Sinner – Back To The Bullet
- 2001: The Spirit of The Black Rose – A Tribute To Phil Lynott (Song The Sun Goes Down von Thin Lizzy)
- 2001: Jaded Heart – Diary 1990–2000
- 2001: Emerald – A Tribute To The Wild One (Song The Sun Goes Down)
- 2002: Missa Mercuria – Missa Mercuria
- 2002: Nörthwind – El Retorno del Rey (Gastsolos)
- 2004: Victor Smolski – Majesty & Passion (Gastgitarre)
- 2006: Heavenly – Sign of the Winner (Gastgitarrist)
- 2006: Code of Perfection – Last Exit for the Lost (Gastgitarrist)
- 2007: David Readman – David Readman
- 2008: Alex Beyrodt's Voodoo Circle – Voodoo Circle
- 2011: Scheepers: Scheepers
- 2011: Kimball/Jamison: Kimball/Jamison
- 2011: Alex Beyrodt's Voodoo Circle: Broken Heart Syndrome
- 2012: Primal Fear – Unbreakable
- 2013: Alex Beyrodt'sVoodoo Circle – More Than One Way Home
- 2014: Primal Fear – Delivering The Black
- 2015: Level 10 – Chapter One (Mit Russel Allen Symphony X)
- 2016: JORN – Life On Death Road
- 2020: It's ALIE – Lilith (Gastgitarrist)